# Carmenta mariona
Carmenta mariona là một loài bướm đêm thuộc họ Sesiidae. Nó được Beutenmüller miêu tả năm 1900. Nó được tìm thấy ở Montana, phía nam đến Arizona và phía đông đến Kansas.
Con trưởng thành bay từ tháng 6 đến tháng 8.
Ấu trùng ăn các loài rễ của Amsinckia và Lithospermum incisum.